# Chalfont St Giles

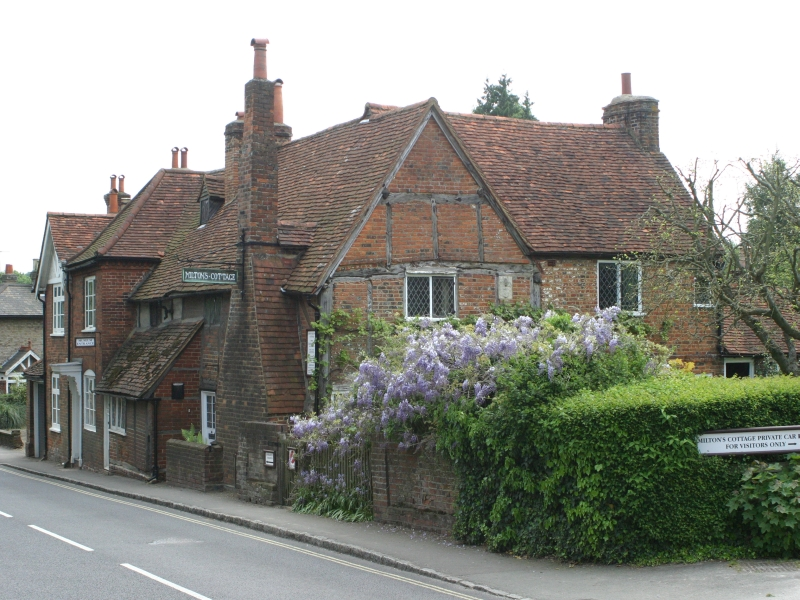
John Miltons Haus

Chalfont St Giles ist eine Stadt und ein Civil Parish in der Grafschaft Buckinghamshire. Der River Misbourne teilt den Ort in zwei Hälften.
Der Ortsname leitet sich von kalkhaltigem Quellwasser ab. 1086 war er eingetragen im Domesday Book.
1665 ließ sich John Milton hier nieder wegen der großen Pest von London und vollendete hier seinen Text Paradise Lost. Sein Haus ist heute eine Sehenswürdigkeit.
Der Lib Dem.-Politiker Nick Clegg wurde hier geboren.
Partnergemeinde ist Graft-De Rijp.
Auf dem Gebiet des Civil Parish liegen auch andere Siedlungen, zum Beispiel das Dorf Jordans.